# Cleveland Cavaliers 1979-1980
La stagione 1979-80 dei Cleveland Cavaliers fu la 10ª nella NBA per la franchigia.
I Cleveland Cavaliers arrivarono quarti nella Central Division della Eastern Conference con un record di 37-45, non qualificandosi per i play-off.

## Roster
| N° | Naz.                   | Ruolo | Sportivo        | Anno | Alt. | Peso |
| -- | ---------------------- | ----- | --------------- | ---- | ---- | ---- |
| 2  | Stati Uniti (bandiera) | A     | Kenny Carr      | 1955 | 201  | 100  |
| 7  | Stati Uniti (bandiera) | GA    | Bingo Smith     | 1946 | 196  | 88   |
| 9  | Stati Uniti (bandiera) | GA    | Randy Smith     | 1948 | 191  | 82   |
| 11 | Stati Uniti (bandiera) | G     | Walt Frazier    | 1945 | 193  | 91   |
| 11 | Stati Uniti (bandiera) | G     | Willie Smith    | 1953 | 188  | 77   |
| 14 | Stati Uniti (bandiera) | G     | Foots Walker    | 1951 | 183  | 78   |
| 15 | Stati Uniti (bandiera) | G     | Butch Lee       | 1956 | 183  | 84   |
| 21 | Stati Uniti (bandiera) | A     | Campy Russell   | 1952 | 203  | 98   |
| 24 | Stati Uniti (bandiera) | AC    | John Lambert    | 1953 | 208  | 102  |
| 25 | Stati Uniti (bandiera) | AC    | Dave Robisch    | 1949 | 208  | 107  |
| 30 | Stati Uniti (bandiera) | A     | Mike Mitchell   | 1956 | 201  | 98   |
| 33 | Stati Uniti (bandiera) | AC    | Bill Willoughby | 1957 | 203  | 93   |
| 34 | Stati Uniti (bandiera) | G     | Austin Carr     | 1948 | 193  | 91   |
| 35 | Stati Uniti (bandiera) | A     | Don Ford        | 1952 | 206  | 98   |
| 43 | Stati Uniti (bandiera) | GA    | Earl Tatum      | 1953 | 196  | 84   |

## Staff tecnico
- Allenatore: Stan Albeck
- Vice-allenatore: Morris McHone